# Gnaphosa inconspecta
Gnaphosa inconspecta är en spindelart som beskrevs av Simon 1878. Gnaphosa inconspecta ingår i släktet Gnaphosa och familjen plattbuksspindlar. Inga underarter finns listade i Catalogue of Life.